# Abspülung
Als Abspülung bezeichnet man die Abschwemmung feinen Materials von der Erdoberfläche durch abfließendes Regenwasser; sie ist abhängig von Art und Menge des Niederschlags, der Vegetationsdecke (der Art des Bewuchses) und der Hangneigung. Ist letztere gering, so herrscht Flächenspülung vor, die bei stärkerem Regen und steileren Hängen zur Rillenspülung wird, womit die Bodenerosion beginnt.
Abspülung in extremer Form erzeugt die sogenannten Badlands, eine Landschaftsform aus einer Vielzahl kleiner Schluchten und unbeständiger niedriger Kämme.
Ohne geeignete Gegenmaßnahmen leidet darunter die Bodenfruchtbarkeit. Durch unerwünschten Nährstoffeintrag in Oberflächengewässer können auch die mit dem Boden abgeschwemmten Pflanzennährstoffe nachteilige Folgen haben.
Die Ablagerung des abgespülten Materials wird in den Geowissenschaften als Anschwemmung und speziell in der Geomorphologie als Kolluvium (Zusammengeschwemmtes) bezeichnet. Ein aus abgeschwemmtem Material entstandener Bodentyp heißt Kolluvisol.